# Pallers
Pallers ist ein schwedisches Indiepop-Duo aus Stockholm, bestehend Johan Angergård und Henrik Mårtensson.

## Geschichte
Johan Angergård und Henrik Mårtensson stammen aus Åhus, Schweden. Pallers ist ein Viertel am Stadtrand von Åhus, wo Henrik Mårtensson aufgewachsen ist. Angergård und Mårtensson kennen sich bereits seit ihrer Jugend.
Johan Angergård gründete 1991 gemeinsam mit seinem Bruder Niklas und Joakim Ödlund die Band Acid House Kings. Ende der 1990er Jahre gründeten die drei das Plattenlabel Summersound Recordings, das 2001 mit den Labrador Records von Bengt Rahm fusionierte. Heute führt Johan Angergård die Geschäfte des Labels. Seit 1995 bilden Johan Angergård und Karolina Komstedt das Duo Club 8. 2003 gründete Johan Angergård eine neue Band mit Namen The Legends. 
Henrik Mårtensson ist Musiker und Fotograf. 1992 war er Gründungsmitglied bei der Band Poprace. Nach deren Auflösung gründete er Mitte der 1990er Jahre mit zwei Musiker von Poprace und zwei weiteren Musikern die Gruppe Starlet. Die Gruppe trennte sich Mitte der 2000er Jahre.
2008 gründeten Angergård und Mårtensson das Duo Pallers. Ihre Debüt-EP Humdrum produzierten sie in Spanien. Humdrum wurde im Winter 2008/2009 bei Labrador veröffentlicht und der Titeltrack wurde zu einem sofortigen Erfolg. 2010 folgten die ebenso erfolgreiche Single The Kiss und um Weihnachten des gleichen Jahres die Single Arctic Hymn. Im Frühjahr 2011 vollendete das Duo sein Debüt-Album The Sea of Memories. Die Aufnahmen des Albums umfassen einen Zeitraum von drei Jahren und entstanden in Pallers, Stockholm, Miami, La Mar und Kapstadt.

## Stil
Mårtensson hat eine Vorliebe für Ambient, Trip-Hop und Electronica, während Angergård dem Twee-Pop zugeneigt ist. Als Duo verbinden sie diese Stilrichtungen miteinander.

## Diskografie

### Alben
- 2011: The Sea Of Memories (Labrador)

### EPs
- 2008: Humdrum (Labrador)

### Singles
- 2010: The Kiss (Labrador)
- 2010: Arctic Hymn (Labrador)
- 2011: Come Rain, Come Sunshine (Labrador)